# Georg Friedrich Meinhart

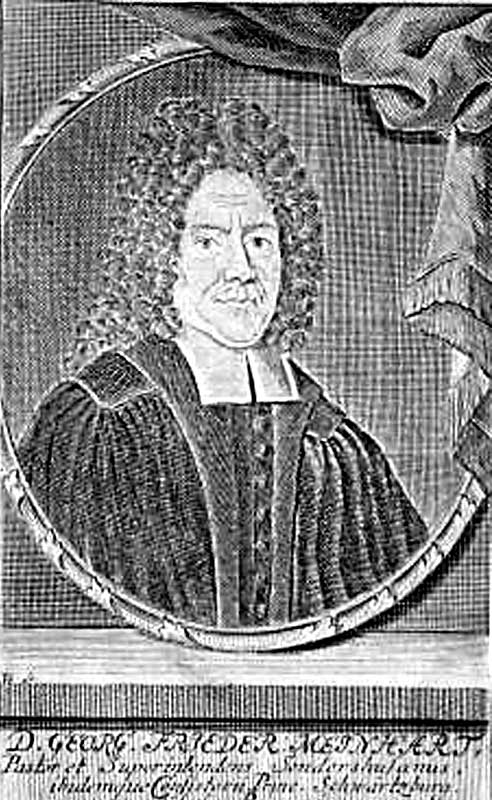
Georg Friedrich Meinhart

Georg Friedrich Meinhart (auch: G. Fr. Meinhard; * 4. April 1651 in Ohrdruf; † 10. April 1718 in Sondershausen) war ein deutscher evangelischer Theologe.

## Leben
Der Sohn des Burgvogts Johann Otto Meinhart besuchte die Schule von Arnstadt. Im Anschluss bezog er 1673 die Universität Jena, erwarb dort 1675 den akademischen Grad eines Magisters der Philosophie und hielt philosophische Vorlesungen. 1677 begleitete er Wilhelm Ernst Tentzel an die Universität Wittenberg und wurde dort am 5. April 1680 als Adjunkt an die philosophische Fakultät aufgenommen. Jedoch berief ihn im selben Jahr der Graf Christian Wilhelm zu Schwarzburg zum Informator seiner Söhne.
In der Aussicht auf eine theologische Stellung absolvierte er am 14. März 1683 das Lizentiat der Theologie, wurde noch im selben Jahr zum Superintendenten und schwarzburger Konsistorialrat in Sondershausen berufen. Daher promovierte er am 11. Dezember 1683 in Wittenberg zum Doktor der Theologie. In seiner Tätigkeit als oberster Geistlicher in Sondershausen hielt er geistliche Synoden ab, verfasste theologische Werke und weihte am 25. November 1691 die Trinitatiskirche ein.

## Familie
Aus seiner Ehe mit Sohia Magdalena (* 19. Juli 1667 in Sondershausen; † 21. August 1716 ebenda), der Tochter des Hofrates Gustav Christian Happe und dessen Frau Anna Dorothea (geb. Avemann), sind fünf Kinder bekannt.
1. Magdalena Sophia (* 11. September 1684 in Sondershausen), verh. am 21. Juni 1702 in Arnstadt mit dem Amtmann von Arnstadt Christian Rudorff
2. Christian Friedrich (* 1. Oktober 1686 in Sondershausen)
3. Augusta Magdalena (* 10. Januar 1689 in Sondershausen; † 9. Januar 1692 ebenda),
4. Johanna Augusta Dorothea (* 21. April 1692 in Sondershausen; † 29. Mai 1718 ebenda) verh. am 30. September 1716 in Sondershausen mit dem Arzt Johann Friedrich Conradi
5. Sophia Christiana (* 30. April 1699 in Sondershausen)

## Werkauswahl
- Meditationes in Zachariae cap. IX. v. 9
- Disp. De Propheta Mosi pari. Jena 1675
- Minhāgê nezîrîm Sive De Nasiraeis Dissertatio Philologica … 1. (Resp. Johannes Justus Stutzbach) Krebs, Jena 1676. (Digitalisat)
- Minhāgê nezîrîm Sive De Nasiraeis Dissertatio Philologica … 2. (Resp. Michael Cretschmer) Krebs, Jena 1776. (Digitalisat)
- (Als Respondent) Disp. De Stichometria veterum. Wittenberg 1678. (Digitalisat)
- Qorbān lô qorbān sive diatribe philosophica Corban ut dōron adōron, Matth. XV, 5. et Marc. VII. 11. improbatum, expendens: Pars prior. (Resp. Wilhelm Ernst Tentzel) Henckel, Wittenberg 1678. (Digitalisat), (Pars posterior)
- D. Pauli Nasiraeatus. Ex Actor. cap. XIIX,18. cum Num. VI,9–12. collato, Dissertatione Philologica consideratus. (Resp. Johann Conrad Metzger) Henckel, Wittenberg 1680. (Digitalisat)
- Avodat hay-yārēaẖ sive dissertatio philologica de Selenolatria: A Propheta Jeremia Cap. VII, 18. & XLIV, 17. seqq. improbata. (Resp. Abraham Calow) Henckel, Wittenberg 1680. (Digitalisat)
- Dissertatio Synodalis, De Dorologia Sacra. (Resp. Johann Benjamin Reuter) Schultz, Sondershausen 1688.
- Dissertatio Theologica, Selectiora Varii Generis Themata, Inprimis Practica, in Ministrorum Verbi Sondershusa-Schwartzburgicorum Synodo. (Resp. Christian Balthasar Fidler) Bachmann, Langensalza 1686. (Digitalisat)
- Fabrica templi mystici oder der geistliche Tempelbau ex Eph. 2, 19 s. delineata et in festo Sondershusano, quo templum SS. Trinitati dedicantum, auspiciis – Comitis – Chr. Wilhelmi – de Schwarzburg – solenni ritu d. 25. Nov. 1694 inauguratur, in dissertatione synod. –in praedicto templo publice proposita
- Der von Jesu Joh. 3, 16 eröffnete Heil – und Trostbrunnen …, Gedächtnispredigt auf die Fürstin Maria Magdalena geb. Pfalzgräfin beim Rhein. 1690 (digitale.bibliothek.uni-halle.de)
- Einweihungspredigt der heiligen Dreifaltigkeitskirche in Sondershausen. 1691